# Acropsilus malaita
Acropsilus malaita är en tvåvingeart som beskrevs av Daniel J. Bickel 1998. Acropsilus malaita ingår i släktet Acropsilus och familjen styltflugor. Inga underarter finns listade i Catalogue of Life.